# Synallaxe à front sombre
Synallaxis frontalis
Espèce
Statut de conservation UICN

 LC  : Préoccupation mineure
Le Synallaxe à front sombre (Synallaxis frontalis) est une espèce de passereaux de la famille des Furnariidae.

## Répartition
Il vit dans les forêts sèches ou humides tropicales et subtropicales de l'Amérique du Sud.

## Sous-espèces
L'espèce comporte deux sous-espèces:
- S. frontalis fuscipennis (Berlepsch, 1907) vivant dans l'est de la Bolivie et le nord-ouest de l'Argentine ;
- S. frontalis frontalis (Pelzeln, 1859) vivant au Brésil, au Paraguay, en Uruguay et en Argentine.